# Emmy Türk

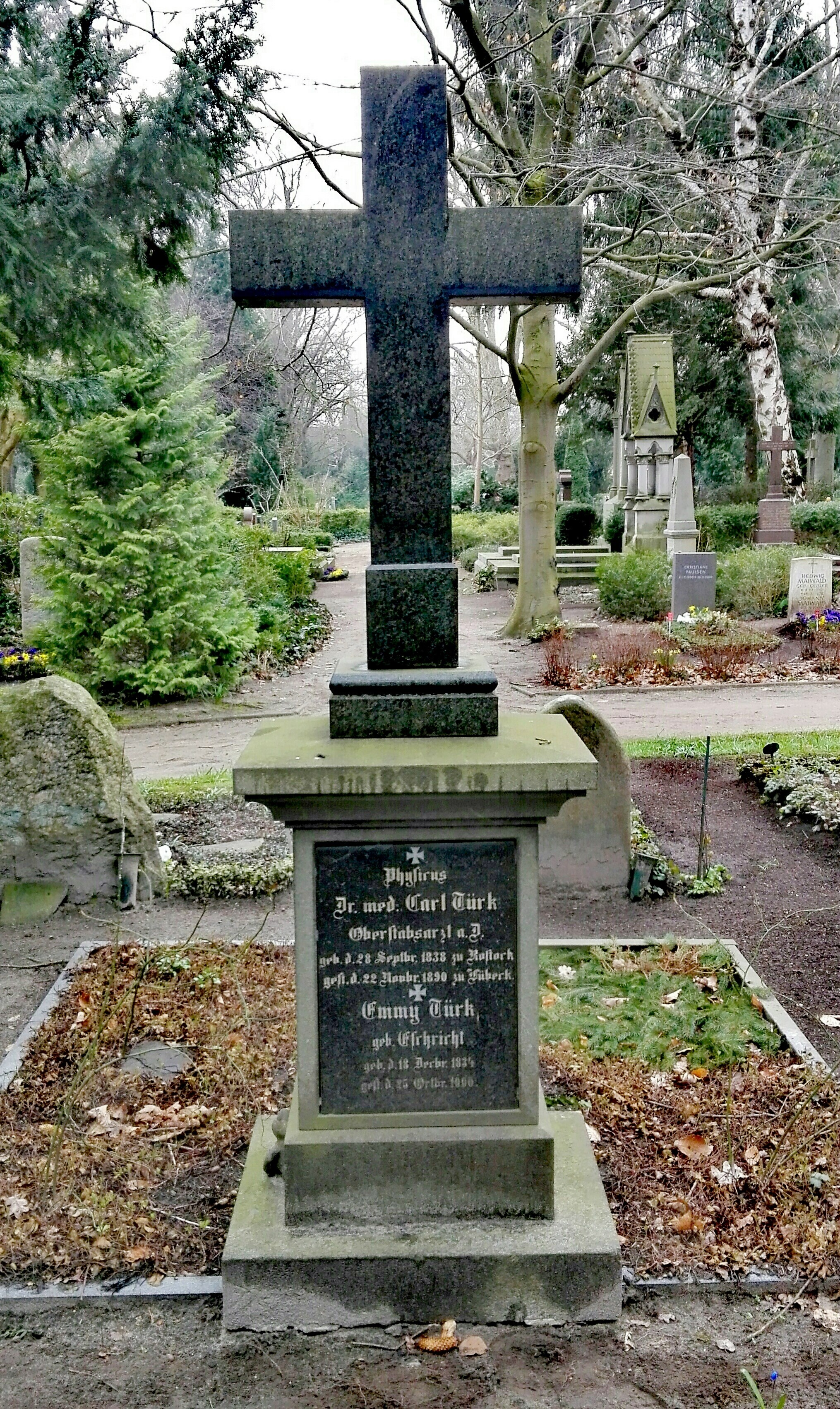
Grab auf dem Burgtorfriedhof

Emmy Türk (* 18. Dezember 1834 in Swinemünde; † 25. Oktober 1900 in Libau in Kurland) war eine deutsche Autorin. Große Verdienste erwarb sie sich im Dienste des Deutschen Roten Kreuzes in Lübeck.

## Leben

### Herkunft
Emmy Eschricht war die Tochter des dänischen Konsuls in Swinemünde J. F. Eschricht. Ihr Vater starb noch vor ihrer Geburt. Sie wurde im Haus der Mutter zunächst von Hauslehrern unterrichtet. Als junges Mädchen verbrachte sie ein halbes Jahr in Kopenhagen bei ihrem Verwandten Daniel Frederik Eschricht.

### Laufbahn
Nach ihrer Rückkehr aus Kopenhagen heiratete sie den Offizier Hugo Kreisler. Nach dessen Abschied vom Militär versuchte er sich glücklos in verschiedenen Unternehmungen. Das Paar lebte in Hohnstein, Weimar und in Arolsen, wo Kreisler wieder in die Preußische Armee zurückkehrte, sowie in Lübeck und Berlin. Zu der Zeit ihrer Scheidung in Berlin veröffentlichte sie erstmals Schottische Novellen und schuf nach Unterricht durch Carl Julius Milde einige Holzschnitte.
In Lübeck heiratete sie 1867 Carl Türk, den sie als Hausarzt Emanuel Geibels kennengelernt hatte. In der Hüxstraße 36, dem Haus seiner Wohnung und Praxis, unterhielten Emmy und Carl Türk später zusammen einen für diese Zeit sehr aufgeschlossenen Literarischen Salon, wie es die Erinnerungen des Schauspielers Max Grube überlieferten.

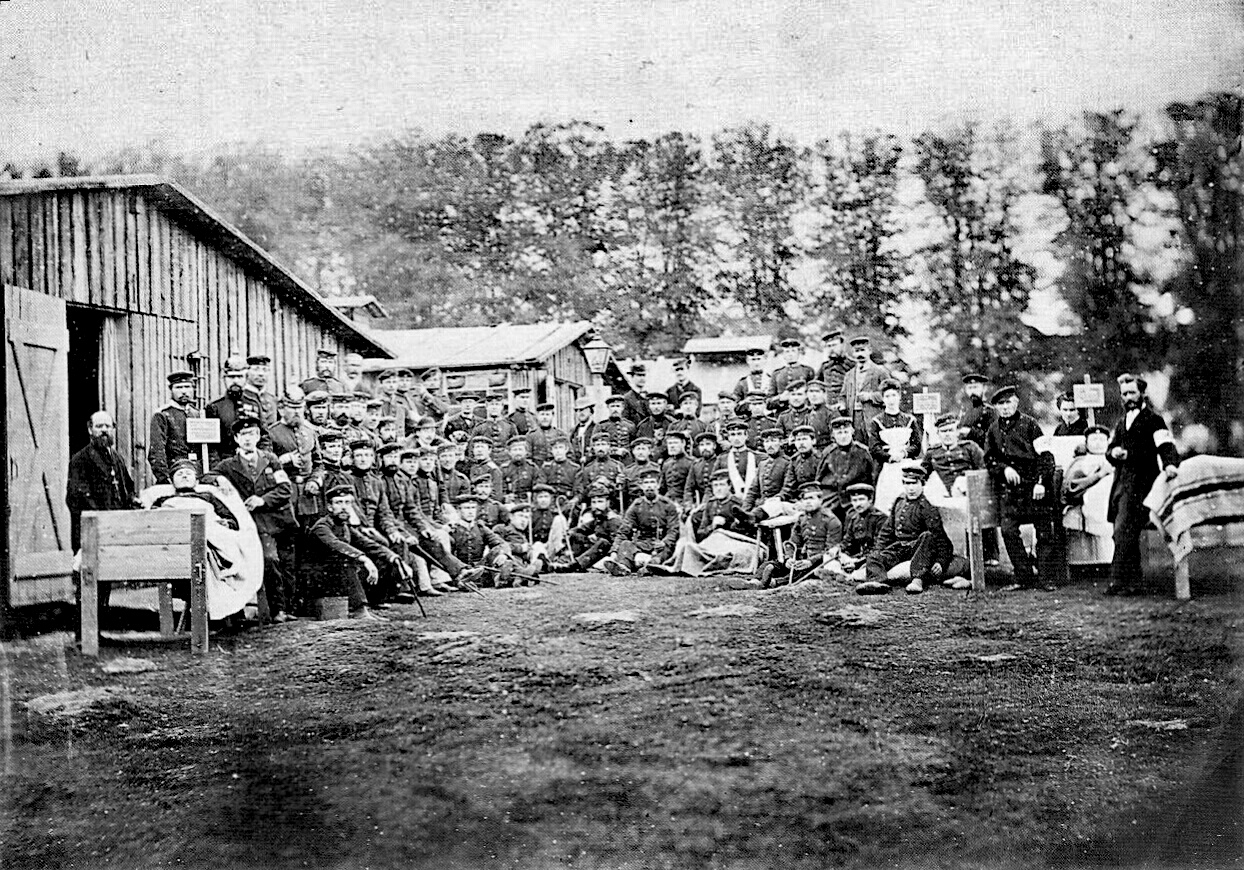
Lazarett an der Waisenhofallee

Emmy Türk engagierte sich in der Krankenpflege. Am 18. Juli 1870 gründete sie den aus anfänglich sieben Mitgliedern bestehenden „Lübecker Frauenverein zur Pflege im Kriege verwundeter und erkrankter Krieger“. Die Statuten des Zweigvereins Lübeck wurden vom unter dem Vorsitz der Kaiserin stehenden Hauptverein des Vaterländischen Frauenvereins am 21. Oktober 1871 bestätigt. Auf den Vorschlag der Kaiserin verlieh der Kaiser Wilhelm I. Emmy Türk und weiteren sechs Frauen in Anerkennung ihrer Verdienste um die Pflege der Verwundeten im letzten Krieg das Verdienstkreuz für Frauen und Jungfrauen,  und ließ es durch die kgl. General-Ordens-Commission übersenden. Im Jahr darauf wurde Emmy Türk an die Spitze des Vereins berufen. Nach der Sturmflut von 1872 veranlasste sie eine Sammlung für die brotlos gewordenen Fischerfamilien. Mit der Anschaffung neuer Fischereigerätschaften sollte diese wieder erwerbsfähig gemacht werden. Auf der Generalversammlung am 10. März 1874, der Verein war zu der Zeit schon fast 180 Mitglieder groß, wurde Emmy Türk im Amt der Vorstehenden bestätigt. Gleichfalls ist sie zur Vorstandsversammlung der vaterländischen Frauenvereine am 22. und 23. März in Berlin delegiert worden. Am 22. März 1874, Kaisergeburtstag, wurde Emmy Türk mit der Kriegsdenkmünze für ihre Leistungen im Kriege bei der Pflege Verwundeter ausgezeichnet. Da sie an dem Krieg als Nichtkombattantin teilgenommen hatte, war ihre Münze am Bande im Gegensatz zu der der Kombattanten aus Stahl am Nichtkombattantenband. Wie nach der Sturmflut wurde 1876 auch für die infolge der großen Überschwemmung in Schlesien in Not Geratenen gesammelt. Der Vorstand – bestehend aus der Vorsitzenden sowie dem Fräulein Julie Kierulff und Frau Hauptmann A. v. Rüdgisch – gab am 24. Mai 1879 bekannt, dass der Verein beabsichtigte zur Feier der Goldenen Hochzeit des Kaiserpaares deren Wunsch auf Gründung einer Volksküche in Lübeck in Form einer Stiftung nachkommen zu wollen. 1882 gründete sie die Frauen-Gewerbeschule und sollte sie bis 1894 leiten. Die noch heute existierende Schule wurde 1970 nach Dorothea Schlözer benannt.
Als Friedrich von Esmarch anlässlich seines Vortrages 1885 ihr persönlich seine große Sache ans Herz legte, begriff sie, die als Tochter eines Schiffsreeders mit den seemännischen Kreisen seit frühester Jugend vertraut war, umgehend, welcher Segen dem Seemannsstand aus den Unterweisungen erwüchse. Als sie im April 1885 auf der Generalversammlung des Hauptvereins in Berlin war, unterbreitete sie der Kaiserin den Vorschlag an allen Seemannschulen der deutschen Küste diese Unterweisung verbindlich zu machen. Die Kaiserin ergriff daraufhin die Initiative und übersandte dem Lübecker Zweigverein Geld zur Beschaffung der Lehrapparate.
Nach Carl Türks Tod sollte sie erst wieder schriftstellerisch tätig werden. Novellen, Romane und Erzählungen erschienen unter dem Pseudonym ihres Mädchennamens. Andere Artikel veröffentlichte sie unter ihrem Ehenamen.
Als Kriegsveteranin wurde Emmy Türk 1897 mit der zu diesem Zwecke am 100. Jahrestag der Geburt seines Großvaters vom amtierenden Kaiser gestifteten Centenarmedaille verliehen.
Kaiser  Wilhelm.II. stiftete im Oktober 1898 die Rote Kreuz-Medaille in drei Klassen. 1899 wurde sie an eine Reihe Lübecker Bürger verlieren, darunter die Medaille zweiter Klasse an Emmy Türk.

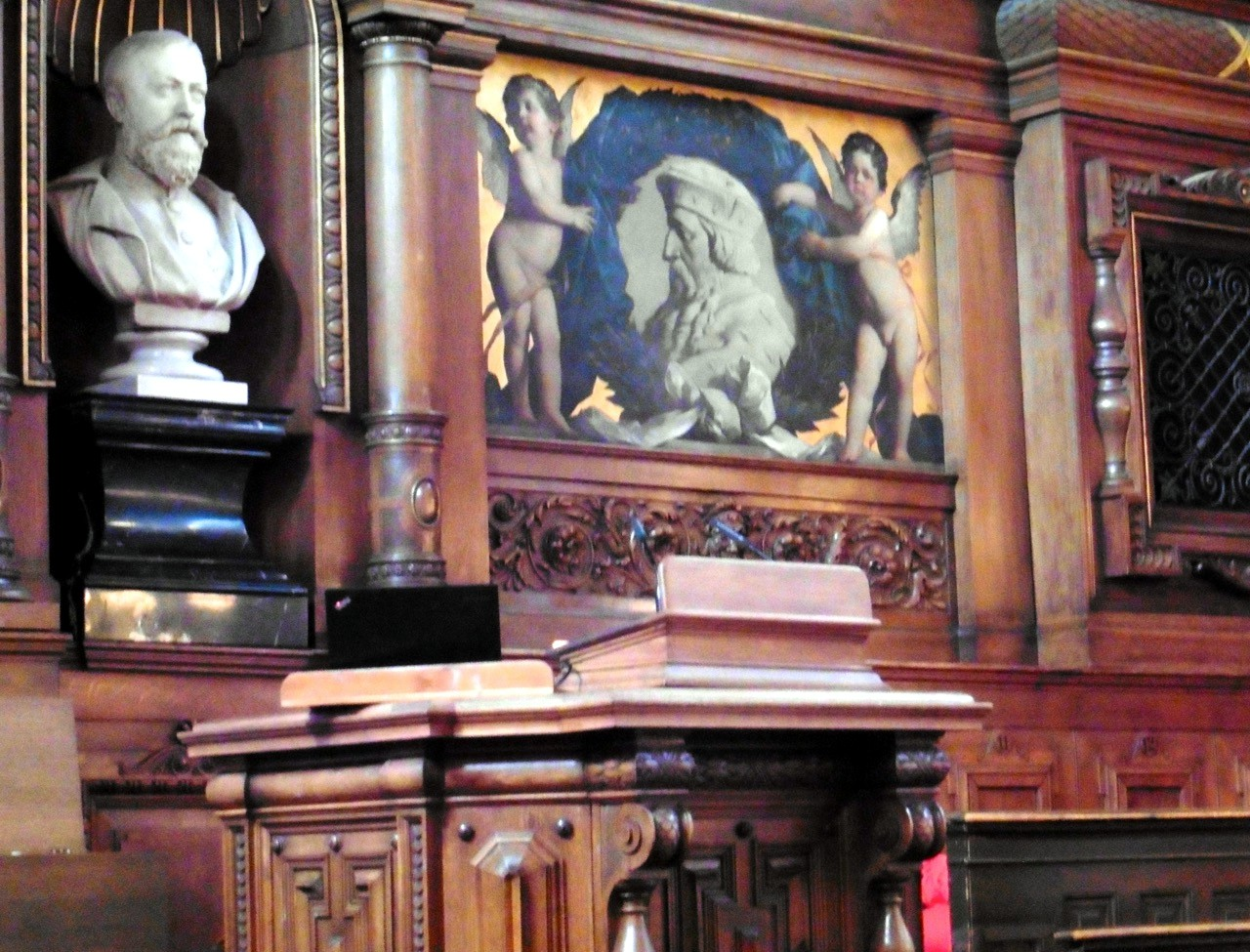
Katheder in der Aula

Als Vorsitzende des Vereins nahm Emmy Türk am IV. Verbandstag des Roten Kreuzes vom 9. bis 11. Juni 1899 in Heidelberg teil. Debattiert wurde unter anderem, ob das Vereinsorgan der „Frauen-Verband“, das in Lübeck seit einiger Zeit im Lesezimmer von Niederegger auslag, durch Belletristik unterhaltender werden sollte.
Kurze Zeit später gab Emmy Türk als Vorstandsvorsitzende bekannt, dass sich der Vorstand der Vaterländischen Frauenvereine in Lübeck bereit erkläre, Krankenpflegerinnen auszubilden und zu leiten. Sie sollten zukünftig in der Lage sein, in Notfällen nicht nur Erste Hilfe zu leisten, sondern auch dem Arzt nach dessen Anordnungen zu unterstützen. Die Krankenpflege auf dem Land sollte so, dem badischen Vorbild folgend, verbessert werden. Die Unterweisung in Samariterdienst war in der Hansestadt nichts Neues.
Physikus Riedel und Emmy Türk schrieben Mitteilungen über die Geschichte der Abteilungen des lübeckischen Roten Kreuzes nieder. Im Dezember 1899, nach dem Spanisch-Amerikanischen Krieg, erhielten sie als Anerkennung für deren Abfassungen von der Spanischen Regierung Dankesdiplome.

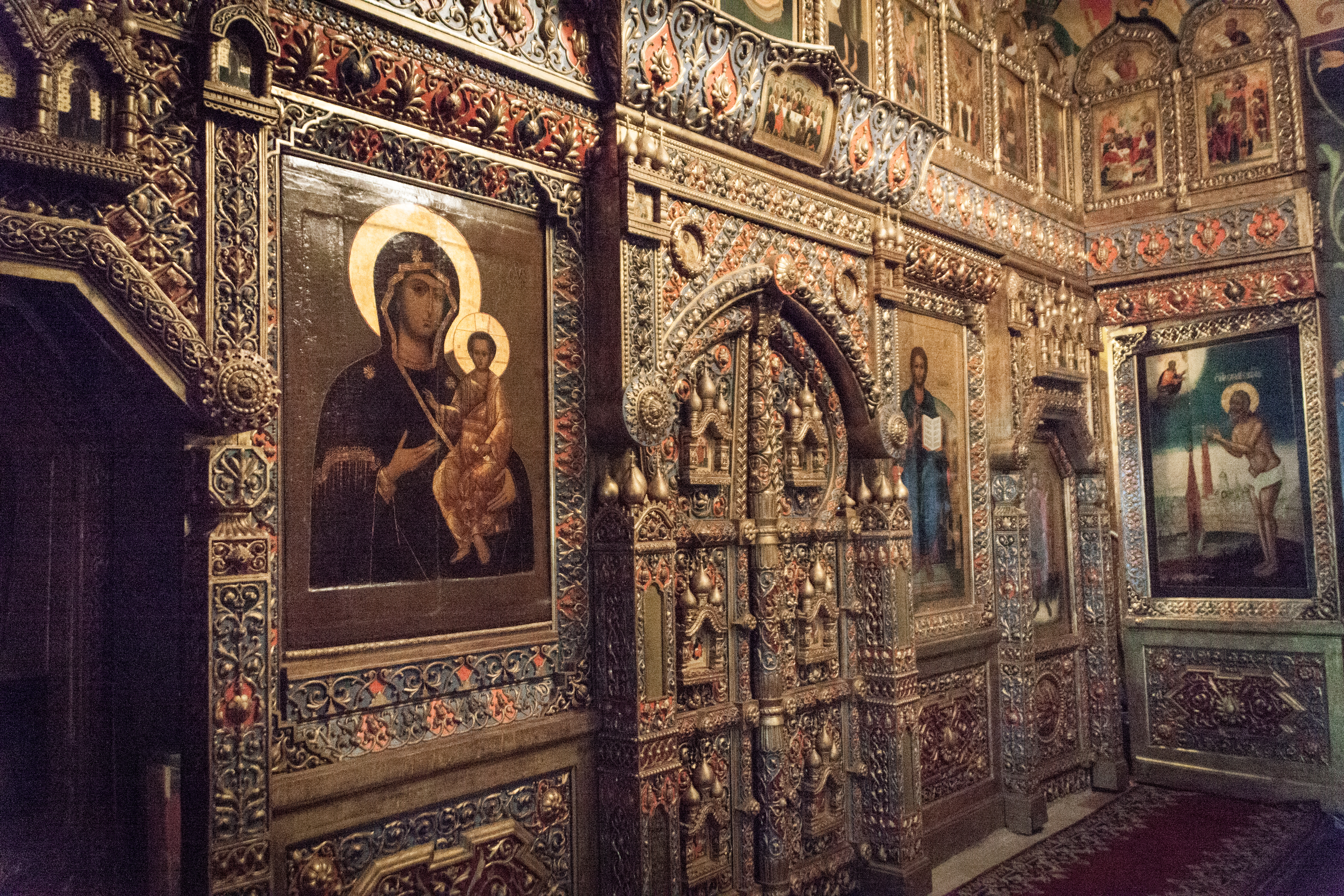
Im Kreml

Der letzte in Lübeck erschienene Artikel von Emmy, „Brief aus Moskau“ vom 9. September 1900, kam von ihrer Reise aus Russland. An dessen Anfang berichtete sie, dass ein Blick in den Pass ihr zwar säge, dass sie alt sei und sie den Strapazen einer Reise mit der Eisenbahn nach Moskau nicht mehr gewachsen wäre, der in der Woche vom 25. August erschienene Artikel „An den Grenzen unseres Wissens“ von Paul Schellhas sie jedoch in der Ausführung ihres Vorhabens bestärkt hatte. In Moskau überwältigte sie die dort zur Schau gestellte Pracht der Goldschmiedekunst und die Goldschmiedearbeiten des Kremls erwiesen sich als deren Krönung. Von diesen erwähnte in dem Artikel zehn Goldschmiedearbeiten, sieben aus Rostock und drei aus Lübeck, besonders. Am Ende ihres Artikels fasste sie ihren Gesamteindruck mit dem Zitat eines russischen Sprichworts zusammen. „Über Moskau geht nur der Kreml, über den Kreml nur der Himmel.“
Emmy Türk hatte sich aber scheinbar, entgegen ihrer Annahme zu Beginn des Moskauer Briefes, überschätzt. Auf ihrer Heimreise erkrankte sie an einer Lungenentzündung. Während ihrer erfolglosen Genesung im Hause ihrer Tochter in Libau starb sie.

### Familie
Nach ihrer Rückkehr heiratete sie den Offizier Hugo Kreisler. Später ließ sie sich von ihm in Berlin scheiden.
Sie lernte in Lübeck Carl Türk (1838–1890), Sohn des Rechtshistorikers Carl Türk, kennen und heiratete ihn 1867. Aus der Ehe gingen der spätere Konteradmiral Titus Türk und die Schriftstellerin Eva, nach einem längeren Aufenthalt in London war Eva zeitweise mit dem Offizier Wolf Ernst Hugo Emil von Baudissin verheiratet.

## Auszeichnungen
- 1871: Verdienstkreuz für Frauen und Jungfrauen
- 1874: Kriegsdenkmünze für die Feldzüge 1870–71 (Deutsches Reich) von Stahl am Nichtkombattanten-Bande für ihre Leistungen bei der Pflege Verwundeter
- 1897: Zentenarmedaille
- 1899: Rote Kreuz-Medaille (Preußen) 2. Klasse

## Werke
- Pfarrer Streccius. Berlin 1893

Romantitel

- Unter dunklen Menschen. Berlin 1895
- Reine Liebe. Berlin 1896